# Fußball in Frankreich

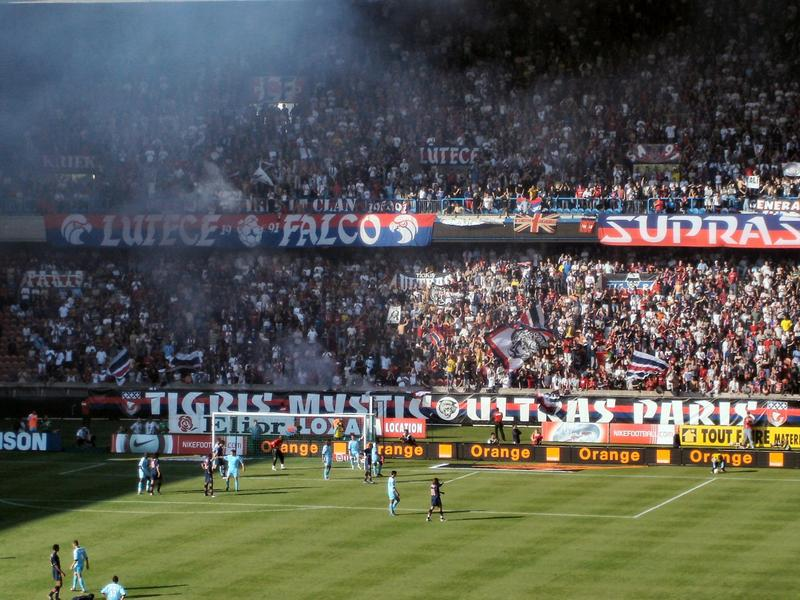
Fußballbegeisterung in Frankreich (Paris SG gegen Caen) im Prinzenparkstadion

Die populärste Sportart Frankreichs ist der Fußball (französisch-umgangssprachlich: le foot). Als identitätsstiftendes Band gerade zwischen den verschiedenen sozialen und ethnischen Gruppen Frankreichs gilt hierbei die französische Fußballnationalmannschaft, die Équipe Tricolore (nach der Nationalfahne Blau-Weiß-Rot) oder Les Bleus (nach der traditionell blauen Spielkleidung). Allerdings ist die Popularität des Fußballs vergleichsweise jungen Datums: Rugby, Boule, Pétanque und der Radsport lagen in der Gunst der Franzosen bis weit nach dem Zweiten Weltkrieg vorne. So spielten zahlreiche Fußballvereine bis in die 1990er Jahre noch im Innenraum von Radrennbahnen (frz. Stade Vélodrome).

## Anfangsjahre
Der älteste französische Fußballverein, der Le Havre Athlétic Club, wurde bereits im Jahre 1872 gegründet, betrieb allerdings bis 1892 die Rugbyversion des Ballsports; der Assoziationsfußball (FA) hingegen (also das, was heute unter Fußball verstanden wird) entwickelte sich erst um 1900 auf breiterer Basis. Dabei blieb das Fußballgeschehen zunächst auf Paris, den schwerindustriell geprägten Norden (Lille, Roubaix, Tourcoing), die Normandie (Le Havre, Rouen) sowie einige südfranzösische (vor allem Hafen-) Städte, wie Marseille, Nîmes, Sète oder Bordeaux, beschränkt und wurde ganz überwiegend von Menschen britischer Abstammung betrieben.

### Verbandsvielfalt statt -einheit
Der erste französische Sportverband, der auch FA-Vereine aufnahm, war die 1887 gegründete Union des sociétés françaises de sports athlétiques (USFSA), die von 1904 bis 1908 Frankreich im Fußball-Weltverband FIFA vertrat. Im Jahre 1894 führte die USFSA eine erste „nationale Meisterrunde“ (Coupe Gordon Bennett, benannt nach dem Stifter des Pokals, dem Herausgeber des New York Herald) durch – mit lediglich sechs Pariser Vereinen. Um das von Briten dominierte Spiel auch für Franzosen interessanter zu machen, veranstaltete die USFSA ab 1897 außerdem einen zweiten Wettbewerb, die Coupe Manier, an der nur Mannschaften teilnehmen durften, in denen höchstens drei Ausländer mitspielten. Ab dem Jahre 1898/99 wurde eine „Landesmeisterschaft“, die die drei Regionalmeister von Paris, der Normandie und des Nordens ausspielten, organisiert. 1911/12 nahmen immer noch erst 22 Mannschaften an diesem Championnat de France genannten Wettbewerb teil.
Neben der USFSA existierten aber mehrere andere Verbände, die ebenfalls ihre französischen Meister ermittelten:
- die katholische Fédération Gymnastique et Sportive des Patronages Français (FGSPF, später FSGP) ab dem Jahre 1905
- die Fédération Cycliste et Athlétique de France (FCAF) ab 1905
- die Ligue de Football Association (LFA), eine Abspaltung von der USFSA ab 1910 und
- die Fédération Athlétique Amateur (FAA) (führte nur 1907 eine eigene Meisterschaft durch; 1908 Fusion mit der FCAF)

Die Zahlen der in diesen Verbänden organisierten Fußballvereine betrugen 1911 ca.: USFSA 350, FGSPF 300, FCAF 50, LFA 36 (letztere ausschließlich aus der Region Paris), andere Sportverbände 120.
Daneben bestanden in den ganz frühen Jahren und nur für kurze Dauer Organisationen, die Spiele zwischen Berufsfußballern veranstalteten, beispielsweise die Union des Sports de France (1897–1899, in Paris) sowie die Union Athlétique Batignolaise (Profispiele 1905), aber auch die FASO im Südwesten des Landes. Obwohl insbesondere die hauptstädtische Presse regelmäßig über deren Spiele berichtete, bedarf dieses Sonderkapitel erst noch der systematischen Aufarbeitung.

### Bis zu vier französische Meister in einem Jahr
Um die Verwirrung zu vervollständigen, gründeten der katholische Verband FGSPF und weitere kleine Verbände als gemeinsamen Dachverband 1907 das Comité Français Interfédéral (CFI), der sich vehement gegen den bezahlten Sport aussprach und 1908/09 anstelle der USFSA in den internationalen Fußballverband FIFA aufgenommen wurde. Erst im Jahre 1913 trat schließlich auch die USFSA dem CFI bei. Allerdings trugen immer noch die Einzelverbände ihre jeweiligen Meisterschaften aus (1904/05 zwei, 1905 bis 1910 drei, 1910 bis 1914 vier). Zwar ermittelten die CFI-Verbände zwischen 1907 und 1912 auch ihren gemeinsamen Titelträger (Trophée de France), aber die Vereine des ältesten und mitgliederstärksten Verbandes blieben vor 1913 davon ausgeschlossen. Im Jahre 1914 stellte die USFSA mit Olympique Lillois auch prompt den gemeinsamen Meister aller Verbände unter dem Dach des CFI.

Immerhin wurde 1917/18, mitten im Ersten Weltkrieg, ein landesweiter Pokalwettbewerb Coupe Charles Simon geschaffen, an dem Vereine aller Verbände teilnehmen durften, seit dem Jahre 1920 heißt er Coupe de France. Aber selbst unter dem am 7. April 1919 gegründeten einheitlichen französischen Fußballverband (FFFA, später FFF) dauerte es noch bis 1926/27 (Ermittlung mehrerer Meister pro Saison), tatsächlich sogar bis 1932/33, ehe auch eine gleichwertige französische Meisterschaft (in einer einzigen nationalen Liga, der Division 1, auf Profibasis) ausgespielt wurde. Und diese Entwicklung wurde schon 1940 erneut durch Krieg und Besetzung unterbrochen.
Deshalb zählt die FFF zwar die französischen Pokalsieger ab dem Jahre 1918, die Landesmeister hingegen nur von 1933 bis 1939 und wieder ab 1946. Eine chronologische Liste sämtlicher Landesmeister im Männerfußball seit 1894 findet sich im Artikel Französischer Fußballmeister.

## Schwankende Popularität
Anders als in vielen anderen Ländern ist der Fußball in Frankreich bis heute nicht die unangefochtene Nummer 1 unter den Sportarten. Besonders Rugby ist im Südwesten des Landes populärer.
Das Interesse am Fußball hängt sehr stark mit der Leistung französischer Mannschaften auf internationaler Ebene zusammen. In den 1950ern kam es zu einer ersten Blüte, als Stade de Reims 1956 und 1959 bis ins Finale des Europapokals der Landesmeister vordrang und die Nationalelf 1958 WM-Dritter wurde. Danach flaute das Interesse wieder ab, um mit den Achtungserfolgen der AS Saint-Étienne im Europapokal der Landesmeister in den 1970er Jahren wieder aufzuflackern; viele Franzosen entdeckten damals den Fußball neu für sich. Dieser Popularitätsschub war auch einer der Garanten der starken Leistungen der Nationalmannschaft bei den Weltmeisterschaften 1982 in Spanien und 1986 in Mexiko sowie dem Titelgewinn bei der Europameisterschaft 1984 im eigenen Land.
Anschließend schwand das Interesse wieder, erstarkte jedoch mit den Erfolgen Anfang der 1990er (u. a. von Olympique Marseille) und hielt seit den Titelgewinnen bei der Weltmeisterschaft 1998 und der Europameisterschaft 2000 lange Zeit an. Aufgrund der negativen Vorgänge rund um die Nationalelf während der Weltmeisterschaftsendrunde 2010 gab es einen erneuten Einbruch in der Gunst des Publikums, der in der Ligue 1 dazu führte, dass das Zuschauermittel je Spiel anschließend für drei Jahre wieder unter die 20.000er-Marke abrutschte. Noch stärker hatte das Ansehen der Nationalmannschaft bei Umfragen – aber auch, sogar mit spürbaren materiellen Konsequenzen, bei den Sponsoren der Bleus – gelitten. Noch im April 2014 bewertete eine Mehrheit der Franzosen das Image der eigenen Nationalelf negativ, nämlich 54 % aller Fußballinteressierten und sogar fast zwei Drittel (63 %) aller erwachsenen Bürger. Erst mit dem folgenden Wiederaufstieg in der FIFA-Rangliste, insbesondere seit der Weltmeisterschaft 2014, versöhnte sich die öffentliche Meinung wieder mit der Auswahl des Landes. Nach dem Gewinn der Weltmeisterschaft 2018 feierten Hunderttausende Franzosen ihre Nationalmannschaft auf dem Champs-Élysées.

## Verband und Ligasystem heute

### DieFédération Française de Football(FFF)
Heute ist der französische Fußballbetrieb in der Fédération Française de Football organisiert, der nach innen vielfältig strukturiert und in weiten Bereichen (siehe hierunter sowie Ligue 1) eher Dachverband teilautonomer Organisationen ist.

#### Die Präsidenten
- 1919–1942 Jules Rimet
- 1942–1944 Henri Jevain (von der Vichy-Regierung eingesetzt; faktisch hatte der Hohe Regierungskommissar für Sport, Colonel Pascot, die Entscheidungsgewalt)
- 1944–1949 Jules Rimet
- 1949–1953 Emmanuel Gambardella
- 1953–1963 Pierre Pochonnet
- 1963–1968 Antoine Chiarisoli
- 1969–1972 Jacques Georges
- 1973–1984 Fernand Sastre
- 1985–1993 Jean Fournet-Fayard
- Dez. 1993–Febr. 1994 Jacques Georges (interim)
- 1994–2005 Claude Simonet
- 2005–Juli 2010 Jean-Pierre Escalettes
- Juli 2010–Juni 2011 Fernand Duchaussoy (interim)
- seit Juni 2011 Noël Le Graët

### Das Ligasystem

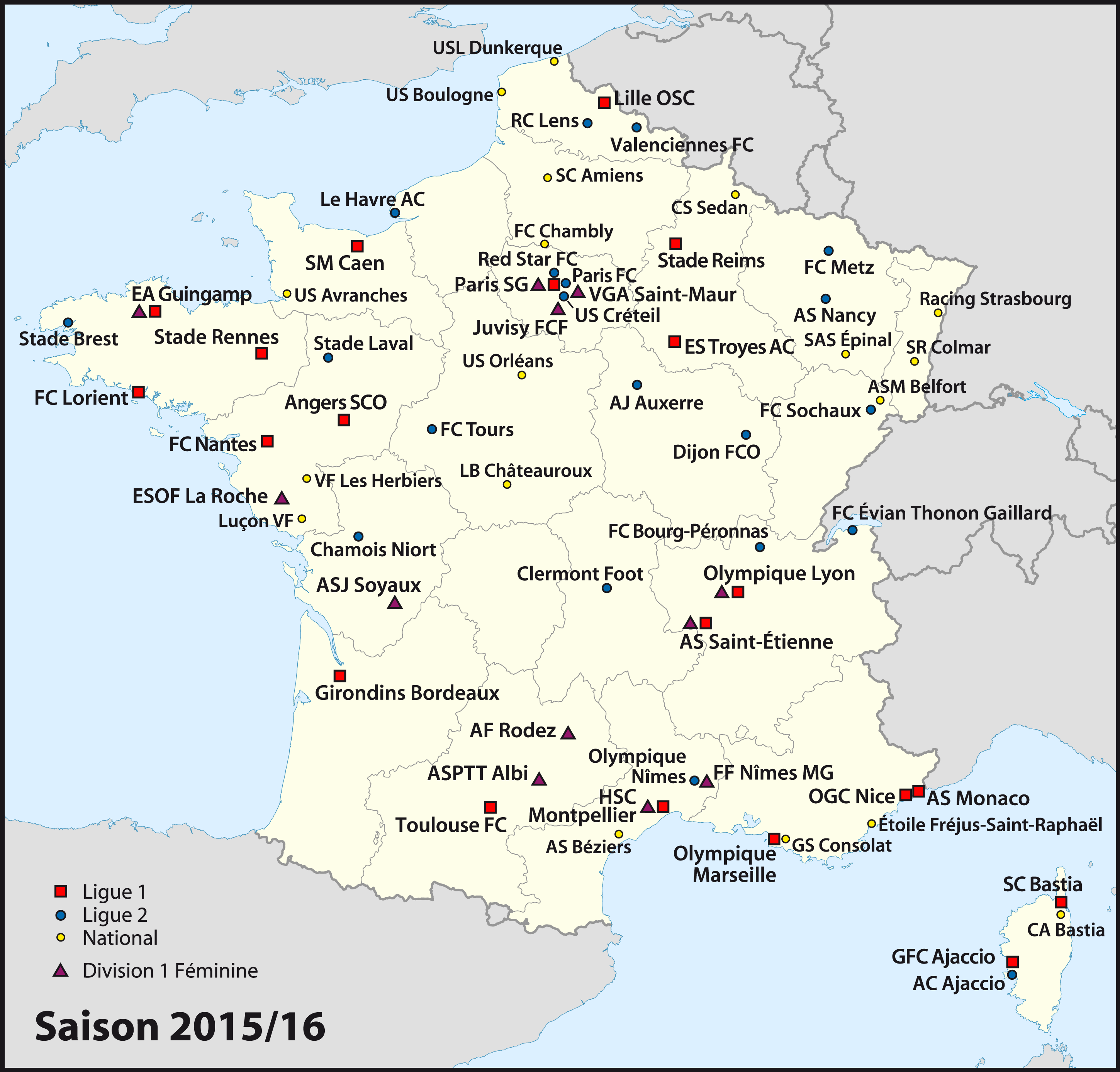
Die Vereine in den drei höchsten Männer- und der obersten Frauenliga der Saison 2015/16

Die FFF hat sich im Männerspielbetrieb – ähnlich der Entwicklung in Deutschland – in einen Profi- (Ligue de Football Professionnel) und einen Amateurbereich (Ligue Fédérale Amateur) aufgegliedert. Die FFF ist für die A-Nationalmannschaft der Männer zuständig. Der nationale Spielbetrieb wird gegenwärtig in der Spitze in einem dreistufigen Ligasystem abgewickelt: Ligue 1, Ligue 2 und National 1. Darunter gibt es als Spitze des Amateurbereichs die National 2 und die fünftklassige National 3.
Zusammen mit 23 weiteren nationalen Profiliga-Verbänden ist die Ligue de Football Professionnel Gründungsmitglied des im Februar 2016 in Zürich gegründeten internationalen World Leagues Forum, dessen Ziel es unter anderem ist, die Interessen der Profiligen zu bündeln und deren gemeinsame Ansichten vor der FIFA sowie weiteren Institutionen aus Sport und Politik zu vertreten.
In der drittklassigen National 1 können die Vereine entscheiden, ob sie weiter als Amateure kicken oder sich ein Profistatut geben, was in L1 und L2 zwingend erforderlich ist. Das Problem der National 1 besteht in den niedrigen Zuschauerzahlen bei gleichzeitig hohen Reisekosten im großflächigen Frankreich; ein typisches Tableau (11. Spieltag im Oktober 2005) erbringt im Schnitt nicht einmal 1700 zahlende Zuschauer pro Partie (zwischen 500 und 3300), und selbst das Heimspiel des Tabellenführers wollen nur 1750 sehen.

Die Reserveteams der professionellen Vereine nehmen am Spielbetrieb der Amateurligen teil, können also nicht höher als in die National 2 aufsteigen. In der Spielzeit 2015/16 spielten zwölf Reservemannschaften in den vier Staffeln dieser höchsten Amateurliga.

Aufsteiger müssen generell auch ihre wirtschaftliche Leistungsfähigkeit nachweisen; das hat vor einigen Jahren beispielsweise dazu geführt, dass einem zweiten Verein aus der korsischen Hauptstadt Ajaccio (dem Gazélec FCO Ajaccio, der 2005/06 in der dritten Liga spielt) der Aufstieg in den Profibereich verwehrt wurde, weil angesichts niedriger, überwiegend nur vierstelliger Zuschauerzahlen unterhalb der Ligue 1 das Potential für zwei Klubs aus derselben Stadt (wenn sie nicht wenigstens 100.000 Einwohner zählt) als nicht ausreichend bewertet wurde.
Unterhalb der CFA 2 existiert ein breit gefächerter Spielbetrieb auf der Ebene der Regionen und Départements; deren höchste Spielklasse hieß jahrzehntelang Division d’Honneur (DH) („Ehrendivision“) – ab 2017 Régional 1 –, und die Annalen vieler Amateurklubs schmücken sich durchaus auch mit diesem (heute nur noch sechstklassigen) Titel.
| Ebene                         | Liga/Division | Liga/Division | Liga/Division | Liga/Division | Liga/Division | Liga/Division | Liga/Division | Liga/Division | Liga/Division | Liga/Division | Liga/Division | Liga/Division |
| ----------------------------- | --- | --- | --- | --- | --- | --- | --- | --- | --- | --- | --- | --- |
| 1                             | Ligue 1 (L1, bis 2002 D1) (18 Vereine) | Ligue 1 (L1, bis 2002 D1) (18 Vereine) | Ligue 1 (L1, bis 2002 D1) (18 Vereine) | Ligue 1 (L1, bis 2002 D1) (18 Vereine) | Ligue 1 (L1, bis 2002 D1) (18 Vereine) | Ligue 1 (L1, bis 2002 D1) (18 Vereine) | Ligue 1 (L1, bis 2002 D1) (18 Vereine) | Ligue 1 (L1, bis 2002 D1) (18 Vereine) | Ligue 1 (L1, bis 2002 D1) (18 Vereine) | Ligue 1 (L1, bis 2002 D1) (18 Vereine) | Ligue 1 (L1, bis 2002 D1) (18 Vereine) | Ligue 1 (L1, bis 2002 D1) (18 Vereine) |
| 2                             | Ligue 2 (L2, bis 2002 D2) (20 Vereine) | Ligue 2 (L2, bis 2002 D2) (20 Vereine) | Ligue 2 (L2, bis 2002 D2) (20 Vereine) | Ligue 2 (L2, bis 2002 D2) (20 Vereine) | Ligue 2 (L2, bis 2002 D2) (20 Vereine) | Ligue 2 (L2, bis 2002 D2) (20 Vereine) | Ligue 2 (L2, bis 2002 D2) (20 Vereine) | Ligue 2 (L2, bis 2002 D2) (20 Vereine) | Ligue 2 (L2, bis 2002 D2) (20 Vereine) | Ligue 2 (L2, bis 2002 D2) (20 Vereine) | Ligue 2 (L2, bis 2002 D2) (20 Vereine) | Ligue 2 (L2, bis 2002 D2) (20 Vereine) |
| 3                             | \| National 1, bis 2017 National \| \| (18 Vereine) \|                                                                                       | \| National 1, bis 2017 National \| \| (18 Vereine) \|                                                                                       | \| National 1, bis 2017 National \| \| (18 Vereine) \|                                                                                       | \| National 1, bis 2017 National \| \| (18 Vereine) \|                                                                                       | \| National 1, bis 2017 National \| \| (18 Vereine) \|                                                                                       | \| National 1, bis 2017 National \| \| (18 Vereine) \|                                                                                       | \| National 1, bis 2017 National \| \| (18 Vereine) \|                                                                                       | \| National 1, bis 2017 National \| \| (18 Vereine) \|                                                                                       | \| National 1, bis 2017 National \| \| (18 Vereine) \|                                                                                       | \| National 1, bis 2017 National \| \| (18 Vereine) \|                                                                                       | \| National 1, bis 2017 National \| \| (18 Vereine) \|                                                                                       | \| National 1, bis 2017 National \| \| (18 Vereine) \|                                                                                       |
| 4                             | National 2, bis 2017 Championnat de France Amateur (CFA) (je 16 Klubs in vier regionalen Staffeln)                                           | National 2, bis 2017 Championnat de France Amateur (CFA) (je 16 Klubs in vier regionalen Staffeln)                                           | National 2, bis 2017 Championnat de France Amateur (CFA) (je 16 Klubs in vier regionalen Staffeln)                                           | National 2, bis 2017 Championnat de France Amateur (CFA) (je 16 Klubs in vier regionalen Staffeln)                                           | National 2, bis 2017 Championnat de France Amateur (CFA) (je 16 Klubs in vier regionalen Staffeln)                                           | National 2, bis 2017 Championnat de France Amateur (CFA) (je 16 Klubs in vier regionalen Staffeln)                                           | National 2, bis 2017 Championnat de France Amateur (CFA) (je 16 Klubs in vier regionalen Staffeln)                                           | National 2, bis 2017 Championnat de France Amateur (CFA) (je 16 Klubs in vier regionalen Staffeln)                                           | National 2, bis 2017 Championnat de France Amateur (CFA) (je 16 Klubs in vier regionalen Staffeln)                                           | National 2, bis 2017 Championnat de France Amateur (CFA) (je 16 Klubs in vier regionalen Staffeln)                                           | National 2, bis 2017 Championnat de France Amateur (CFA) (je 16 Klubs in vier regionalen Staffeln)                                           | National 2, bis 2017 Championnat de France Amateur (CFA) (je 16 Klubs in vier regionalen Staffeln)                                           |
| 5                             | National 3, bis 2017 Championnat de France Amateur 2 (CFA 2) (je 14 Klubs in zwölf regionalen Staffeln)                                      | National 3, bis 2017 Championnat de France Amateur 2 (CFA 2) (je 14 Klubs in zwölf regionalen Staffeln)                                      | National 3, bis 2017 Championnat de France Amateur 2 (CFA 2) (je 14 Klubs in zwölf regionalen Staffeln)                                      | National 3, bis 2017 Championnat de France Amateur 2 (CFA 2) (je 14 Klubs in zwölf regionalen Staffeln)                                      | National 3, bis 2017 Championnat de France Amateur 2 (CFA 2) (je 14 Klubs in zwölf regionalen Staffeln)                                      | National 3, bis 2017 Championnat de France Amateur 2 (CFA 2) (je 14 Klubs in zwölf regionalen Staffeln)                                      | National 3, bis 2017 Championnat de France Amateur 2 (CFA 2) (je 14 Klubs in zwölf regionalen Staffeln)                                      | National 3, bis 2017 Championnat de France Amateur 2 (CFA 2) (je 14 Klubs in zwölf regionalen Staffeln)                                      | National 3, bis 2017 Championnat de France Amateur 2 (CFA 2) (je 14 Klubs in zwölf regionalen Staffeln)                                      | National 3, bis 2017 Championnat de France Amateur 2 (CFA 2) (je 14 Klubs in zwölf regionalen Staffeln)                                      | National 3, bis 2017 Championnat de France Amateur 2 (CFA 2) (je 14 Klubs in zwölf regionalen Staffeln)                                      | National 3, bis 2017 Championnat de France Amateur 2 (CFA 2) (je 14 Klubs in zwölf regionalen Staffeln)                                      |
| 6                             | Régional 1, bis 2017 Division d’Honneur (DH) (auf regionaler bzw. teilweise auf Département-Ebene)                                           | Régional 1, bis 2017 Division d’Honneur (DH) (auf regionaler bzw. teilweise auf Département-Ebene)                                           | Régional 1, bis 2017 Division d’Honneur (DH) (auf regionaler bzw. teilweise auf Département-Ebene)                                           | Régional 1, bis 2017 Division d’Honneur (DH) (auf regionaler bzw. teilweise auf Département-Ebene)                                           | Régional 1, bis 2017 Division d’Honneur (DH) (auf regionaler bzw. teilweise auf Département-Ebene)                                           | Régional 1, bis 2017 Division d’Honneur (DH) (auf regionaler bzw. teilweise auf Département-Ebene)                                           | Régional 1, bis 2017 Division d’Honneur (DH) (auf regionaler bzw. teilweise auf Département-Ebene)                                           | Régional 1, bis 2017 Division d’Honneur (DH) (auf regionaler bzw. teilweise auf Département-Ebene)                                           | Régional 1, bis 2017 Division d’Honneur (DH) (auf regionaler bzw. teilweise auf Département-Ebene)                                           | Régional 1, bis 2017 Division d’Honneur (DH) (auf regionaler bzw. teilweise auf Département-Ebene)                                           | Régional 1, bis 2017 Division d’Honneur (DH) (auf regionaler bzw. teilweise auf Département-Ebene)                                           | Régional 1, bis 2017 Division d’Honneur (DH) (auf regionaler bzw. teilweise auf Département-Ebene)                                           |
| 7                             | Régional 2, bis 2017 Division Supérieure d’Élite (DSE)                                                                                       | Régional 2, bis 2017 Division Supérieure d’Élite (DSE)                                                                                       | Régional 2, bis 2017 Division Supérieure d’Élite (DSE)                                                                                       | Régional 2, bis 2017 Division Supérieure d’Élite (DSE)                                                                                       | Régional 2, bis 2017 Division Supérieure d’Élite (DSE)                                                                                       | Régional 2, bis 2017 Division Supérieure d’Élite (DSE)                                                                                       | Régional 2, bis 2017 Division Supérieure d’Élite (DSE)                                                                                       | Régional 2, bis 2017 Division Supérieure d’Élite (DSE)                                                                                       | Régional 2, bis 2017 Division Supérieure d’Élite (DSE)                                                                                       | Régional 2, bis 2017 Division Supérieure d’Élite (DSE)                                                                                       | Régional 2, bis 2017 Division Supérieure d’Élite (DSE)                                                                                       | Régional 2, bis 2017 Division Supérieure d’Élite (DSE)                                                                                       |
| 8                             | Régional 3, bis 2017 Division Supérieure Régionale (DSR)                                                                                     | Régional 3, bis 2017 Division Supérieure Régionale (DSR)                                                                                     | Régional 3, bis 2017 Division Supérieure Régionale (DSR)                                                                                     | Régional 3, bis 2017 Division Supérieure Régionale (DSR)                                                                                     | Régional 3, bis 2017 Division Supérieure Régionale (DSR)                                                                                     | Régional 3, bis 2017 Division Supérieure Régionale (DSR)                                                                                     | Régional 3, bis 2017 Division Supérieure Régionale (DSR)                                                                                     | Régional 3, bis 2017 Division Supérieure Régionale (DSR)                                                                                     | Régional 3, bis 2017 Division Supérieure Régionale (DSR)                                                                                     | Régional 3, bis 2017 Division Supérieure Régionale (DSR)                                                                                     | Régional 3, bis 2017 Division Supérieure Régionale (DSR)                                                                                     | Régional 3, bis 2017 Division Supérieure Régionale (DSR)                                                                                     |
| 9                             | Départemental 1 oder District, bis 2017 Division d’Honneur Régionale (DHR)                                                                   | Départemental 1 oder District, bis 2017 Division d’Honneur Régionale (DHR)                                                                   | Départemental 1 oder District, bis 2017 Division d’Honneur Régionale (DHR)                                                                   | Départemental 1 oder District, bis 2017 Division d’Honneur Régionale (DHR)                                                                   | Départemental 1 oder District, bis 2017 Division d’Honneur Régionale (DHR)                                                                   | Départemental 1 oder District, bis 2017 Division d’Honneur Régionale (DHR)                                                                   | Départemental 1 oder District, bis 2017 Division d’Honneur Régionale (DHR)                                                                   | Départemental 1 oder District, bis 2017 Division d’Honneur Régionale (DHR)                                                                   | Départemental 1 oder District, bis 2017 Division d’Honneur Régionale (DHR)                                                                   | Départemental 1 oder District, bis 2017 Division d’Honneur Régionale (DHR)                                                                   | Départemental 1 oder District, bis 2017 Division d’Honneur Régionale (DHR)                                                                   | Départemental 1 oder District, bis 2017 Division d’Honneur Régionale (DHR)                                                                   |
| 10– 17+                       | Darunter weitere Liga-Stufen (Départemental 2, Départemental 3, Interrégionale, Régionale, Promotion Interdistrict, Promotion de Ligue usw.) | Darunter weitere Liga-Stufen (Départemental 2, Départemental 3, Interrégionale, Régionale, Promotion Interdistrict, Promotion de Ligue usw.) | Darunter weitere Liga-Stufen (Départemental 2, Départemental 3, Interrégionale, Régionale, Promotion Interdistrict, Promotion de Ligue usw.) | Darunter weitere Liga-Stufen (Départemental 2, Départemental 3, Interrégionale, Régionale, Promotion Interdistrict, Promotion de Ligue usw.) | Darunter weitere Liga-Stufen (Départemental 2, Départemental 3, Interrégionale, Régionale, Promotion Interdistrict, Promotion de Ligue usw.) | Darunter weitere Liga-Stufen (Départemental 2, Départemental 3, Interrégionale, Régionale, Promotion Interdistrict, Promotion de Ligue usw.) | Darunter weitere Liga-Stufen (Départemental 2, Départemental 3, Interrégionale, Régionale, Promotion Interdistrict, Promotion de Ligue usw.) | Darunter weitere Liga-Stufen (Départemental 2, Départemental 3, Interrégionale, Régionale, Promotion Interdistrict, Promotion de Ligue usw.) | Darunter weitere Liga-Stufen (Départemental 2, Départemental 3, Interrégionale, Régionale, Promotion Interdistrict, Promotion de Ligue usw.) | Darunter weitere Liga-Stufen (Départemental 2, Départemental 3, Interrégionale, Régionale, Promotion Interdistrict, Promotion de Ligue usw.) | Darunter weitere Liga-Stufen (Départemental 2, Départemental 3, Interrégionale, Régionale, Promotion Interdistrict, Promotion de Ligue usw.) | Darunter weitere Liga-Stufen (Départemental 2, Départemental 3, Interrégionale, Régionale, Promotion Interdistrict, Promotion de Ligue usw.) |
| National 1, bis 2017 National | | | | | | | | | | | | |
| (18 Vereine)                  | | | | | | | | | | | | |

## Nationalmannschaft
Didier Deschamps ist derzeit Trainer der französischen Fußballnationalmannschaft. Sie ist nach Brasilien, Italien und Deutschland eine der erfolgreichsten Nationalmannschaften im Fußball. Frankreich gewann zweimal die Weltmeisterschaft und zweimal die Fußball-Europameisterschaft. Bei Europameisterschaftsendrunden war Frankreich bisher sieben Mal und bei den Weltmeisterschaften bereits zwölf Mal vertreten. Im Jahre 2001 und 2003 gewannen les Bleus zudem den Konföderationen-Pokal.

Wesentlicher Grund für die international herausragende Stellung, die sich der französische Fußball seit etwa Mitte der 1980er Jahre erarbeitet hat, ist das System der Talentförderung, das unter anderem alle Erstligavereine dazu verpflichtet, eine Art Sportinternat (Centre de Formation) und eine zweite Mannschaft für Nachwuchsspieler (Reserve Pro) zu unterhalten; auch der französische Fußballverband selbst betreibt in den verschiedenen Regionen des Landes solche „Talentschmieden“ wie das Institut national de formation (INF) in Clairefontaine. Zudem bietet der Fußball gerade den Nachkommen der zahlreichen Einwanderer aus der französischsprachigen Welt in Afrika, der Karibik und dem pazifischen Raum eine der wenigen Chancen zu gesellschaftlicher Anerkennung und sozialem Aufstieg. Die Kehrseite dieses fußballerischen Aufschwungs: seit Jahren spielen die allermeisten Spieler des erweiterten Nationalkaders nicht mehr in Lens, Nantes, Paris oder Toulouse, sondern in den Top-Ligen Italiens, Englands und Spaniens, seltener auch in Deutschland.
Die Amateurnationalelf Frankreichs hingegen hat trotz des Gewinns der Goldmedaille bei den Olympischen Spielen 1984 im letzten Viertel des 20. Jahrhunderts einen ähnlichen Bedeutungsverlust erlitten wie in zahlreichen anderen west- und mitteleuropäischen Staaten. Von der öffentlichen Wahrnehmung her ist an ihre Stelle die U-21-Mannschaft (Espoirs) getreten. Amateurfußballer können sich nur noch sehr eingeschränkt international betätigen, insbesondere mit den Auswahlteams der französischen Regionalverbände, deren bestes das Land im UEFA-Pokal der Regionen vertritt.

### Teilnahme an der Fußball-Europameisterschaft
Frankreich war dreimal Gastgeber der Fußball-Europameisterschaft, bei der ersten Austragung 1960, beim erstmaligen eigenen Titelgewinn 1984 sowie zuletzt 2016.
- 1. EM 1960 in Frankreich / 4. Platz
- 7. EM 1984 in Frankreich / Europameister
- 9. EM 1992 in Schweden / Vorrunde
- 10. EM 1996 in England / Halbfinale
- 11. EM 2000 in Belgien und den Niederlanden / Europameister
- 12. EM 2004 in Portugal / Viertelfinale
- 13. EM 2008 in Österreich und der Schweiz / Vorrunde
- 14. EM 2012 in Polen und der Ukraine / Viertelfinale
- 15. EM 2016 in Frankreich / 2. Platz
- 16. EM 2021 in Europa / Achtelfinale
- 17. EM 2024 in Deutschland / Halbfinale

### Teilnahme an der Fußball-Weltmeisterschaft
Frankreich war zweimal, 1938 und 1998, Gastgeber der Fußball-Weltmeisterschaft.
- 1. WM 1930 in Uruguay / Vorrunde
- 2. WM 1934 in Italien / Vorrunde
- 3. WM 1938 in Frankreich / Viertelfinale
- 5. WM 1954 in der Schweiz / Vorrunde
- 6. WM 1958 in Schweden / 3. Platz
- 8. WM 1966 in England / Vorrunde
- 11. WM 1978 in Argentinien / Vorrunde
- 12. WM 1982 in Spanien / 4. Platz
- 13. WM 1986 in Mexiko / 3. Platz
- 16. WM 1998 in Frankreich / Weltmeister
- 17. WM 2002 in Japan und Südkorea / Vorrunde
- 18. WM 2006 in Deutschland / 2. Platz
- 19. WM 2010 in Südafrika / Vorrunde
- 20. WM 2014 in Brasilien / Viertelfinale
- 21. WM 2018 in Russland / Weltmeister
- 22. WM 2022 in Katar / 2. Platz

Siehe auch die Liste der französischen Fußballnationalspieler.

## Französische Vereine in den europäischen Wettbewerben
Da die meisten französischen Stars traditionell recht früh in finanziell stärkere Ligen wie die Premier League, die Primera División, die Serie A oder die Bundesliga wechseln, sind die französischen Erfolge auf Vereinsebene nicht so beeindruckend wie die der Nationalmannschaft:
- Im Europapokal der Landesmeister bzw. in der UEFA Champions League gab es lediglich zwei Titel (Olympique Marseille im Jahre 1993 und Paris Saint-Germain 2025), außerdem erreichten Stade Reims (1956, 1959), AS Saint-Étienne (1976), Olympique Marseille (1991), die AS Monaco (2004) und PSG (2020) das Finale.
- Im Europapokal der Pokalsieger reüssierte lediglich Paris Saint-Germain (1996), während die AS Monaco (1992) und abermals PSG (1997) jeweils im Endspiel unterlagen.
- In der UEFA Europa League bzw. ihren Vorgängerwettbewerben, dem Messepokal und dem UEFA-Cup, trug sich bisher überhaupt keine französische Mannschaft in die Siegerliste ein. Das Finale erreichten der SEC Bastia (1978), die Girondins Bordeaux (1996) und Olympique Marseille (1999, 2004, 2018).

## Französische Meisterschaft

### Ligue 1
Die Ligue 1 (bis 2002: Division 1, kurz D1) ist die höchste Spielklasse im französischen Männerfußball; in ihr wird der Meistertitel ausgespielt.

### „Ewige Tabelle“ (1932–1939 und 1945–2016)
(Punkte für den gesamten Zeitraum nach der 3-Punkte-Regel; Vereine, die in der Saison 2016/17 in der Ligue 1 spielen, sind rosa unterlegt, Ligue-2-Vereine gelb)
| Rang | Verein                   | Spiel- zeiten | Titel | Vize- mstr. | Punkte | Erst- mals | Zu- letzt |
| ---- | ------------------------ | ------------- | ----- | ----------- | ------ | ---------- | --------- |
| 01   | Girondins Bordeaux       | 63            | 6     | 9           | 3649   | 1945/46    | 2015/16   |
| 02   | Olympique Marseille x    | 66            | 9     | 11          | 3647   | 1932/33    | 2015/16   |
| 03   | AS Saint-Étienne         | 63            | 10    | 3           | 3570   | 1938/39    | 2015/16   |
| 04   | AS Monaco                | 57            | 7     | 6           | 3367   | 1953/54    | 2015/16   |
| 05   | OSC Lille y              | 63            | 4     | 6           | 3246   | 1932/33    | 2015/16   |
| 06   | FC Sochaux               | 66            | 2     | 3           | 3209   | 1932/33    | 2013/14   |
| 07   | Olympique Lyon           | 56            | 7     | 5           | 3199   | 1951/52    | 2015/16   |
| 08   | RC Lens                  | 58            | 1     | 4           | 2882   | 1937/38    | 2014/15   |
| 09   | FC Nantes                | 48            | 8     | 7           | 2825   | 1963/64    | 2015/16   |
| 10   | OGC Nizza                | 57            | 4     | 3           | 2804   | 1932/33    | 2015/16   |
| 11   | Stade Rennes             | 59            | –     | –           | 2728   | 1932/33    | 2015/16   |
| 12   | FC Metz                  | 58            | –     | 1           | 2648   | 1932/33    | 2014/15   |
| 13   | RC Strasbourg            | 56            | 1     | 1           | 2614   | 1935/36    | 2007/08   |
| 14   | Paris Saint-Germain      | 43            | 6     | 7           | 2606   | 1971/72    | 2015/16   |
| 15   | FC Toulouse z            | 47            | –     | 1           | 2287   | 1946/47    | 2015/16   |
| 16   | Stade Reims              | 33            | 6     | 3           | 1846   | 1945/46    | 2015/16   |
| 17   | AJ Auxerre               | 32            | 1     | –           | 1795   | 1980/81    | 2011/12   |
| 18   | Olympique Nîmes          | 36            | –     | 4           | 1759   | 1951/52    | 1992/93   |
| 19   | SC Bastia                | 33            | –     | –           | 1567   | 1968/69    | 2015/16   |
| 20   | Montpellier SO/HSC       | 34            | 1     | –           | 1547   | 1932/33    | 2015/16   |
| 21   | Racing Paris             | 30            | 1     | 2           | 1504   | 1932/33    | 1989/90   |
| 22   | Valenciennes US/FC       | 33            | –     | –           | 1464   | 1935/36    | 2013/14   |
| 23   | AS Nancy                 | 29            | –     | –           | 1393   | 1970/71    | 2012/13   |
| 24   | SCO Angers               | 24            | –     | –           | 1138   | 1956/57    | 2015/16   |
| 25   | CS Sedan                 | 23            | –     | –           | 1102   | 1955/56    | 2006/07   |
| 26   | Le Havre AC              | 24            | –     | –           | 1011   | 1938/39    | 2008/09   |
| 27   | AS Cannes                | 22            | –     | 1           | 932    | 1932/33    | 1997/98   |
| 28   | FC Rouen                 | 19            | –     | –           | 860    | 1936/37    | 1984/85   |
| 29   | FC Sète                  | 16            | 2     | –           | 705    | 1932/33    | 1953/54   |
| 30   | SM Caen                  | 15            | –     | –           | 676    | 1988/89    | 2015/16   |
| 31   | FC Nancy                 | 15            | –     | –           | 666    | 1946/47    | 1962/63   |
| 32   | Stade Français Paris     | 15            | –     | –           | 648    | 1946/47    | 1966/67   |
| 33   | Stade Laval              | 13            | –     | –           | 616    | 1976/77    | 1988/89   |
| 34   | Troyes AS/ES             | 16            | –     | –           | 607    | 1954/55    | 2015/16   |
| 35   | Red Star Paris           | 16            | –     | –           | 568    | 1932/33    | 1974/75   |
| 36   | Armorique/Stade Brest    | 13            | –     | –           | 567    | 1979/80    | 2012/13   |
| 37   | FC Lorient               | 12            | –     | –           | 549    | 1998/99    | 2015/16   |
| 38   | SC Toulon                | 12            | –     | –           | 529    | 1958/59    | 1992/93   |
| 39   | AC Ajaccio               | 13            | –     | –           | 522    | 1967/68    | 2013/14   |
| 40   | CO Roubaix-Tourcoing     | 10            | 1     | –           | 473    | 1945/46    | 1954/55   |
| 41   | EA Guingamp              | 10            | –     | –           | 448    | 1995/96    | 2015/16   |
| 42   | Excelsior AC Roubaix     | 07            | –     | –           | 271    | 1932/33    | 1938/39   |
| 43   | SC Fives                 | 07            | –     | 1           | 268    | 1932/33    | 1938/39   |
| 44   | Le Mans UC/FC            | 06            | –     | –           | 264    | 2003/04    | 2009/10   |
| 45   | Olympique Antibes        | 07            | –     | –           | 238    | 1932/33    | 1938/39   |
| 46   | FC Mulhouse              | 06            | –     | –           | 188    | 1932/33    | 1989/90   |
| 47   | FC Évian Thonon Gaillard | 04            | –     | –           | 171    | 2011/12    | 2014/15   |
| 48   | Olympique Alès           | 06            | –     | –           | 170    | 1932/33    | 1958/59   |
|      | Tours AFC/FC             | 04            | –     | –           | 170    | 1980/81    | 1984/85   |
| 50   | Grenoble FC              | 04            | –     | –           | 141    | 1960/61    | 2009/10   |
| 51   | FC Limoges               | 03            | –     | –           | 139    | 1958/59    | 1960/61   |
| 52   | AS Angoulême             | 03            | –     | –           | 123    | 1969/70    | 1971/72   |
| 53   | Paris FC                 | 03            | –     | –           | 122    | 1972/73    | 1978/79   |
| 54   | FC Martigues             | 03            | –     | –           | 117    | 1993/94    | 1995/96   |
| 55   | RC Roubaix               | 03            | –     | –           | 98     | 1936/37    | 1938/39   |
| 56   | SR Colmar                | 01            | –     | –           | 43     | 1948/49    | 1948/49   |
|      | Chamois Niort            | 01            | –     | –           | 43     | 1987/88    | 1987/88   |
|      | CA Paris                 | 02            | –     | –           | 43     | 1932/33    | 1933/34   |
| 59   | Lyon OU                  | 01            | –     | –           | 42     | 1945/46    | 1945/46   |
| 60   | FC Gueugnon              | 01            | –     | –           | 38     | 1995/96    | 1995/96   |
| 61   | Gazélec FC Ajaccio       | 01            | –     | –           | 37     | 2015/16    | 2015/16   |
| 62   | FCO Dijon                | 01            | –     | –           | 36     | 2011/12    | 2011/12   |
| 63   | AS Béziers               | 01            | –     | –           | 33     | 1957/58    | 1957/58   |
| 64   | FC Istres                | 01            | –     | –           | 32     | 2004/05    | 2004/05   |
| 65   | LB Châteauroux           | 01            | –     | –           | 31     | 1997/98    | 1997/98   |
|      | US Boulogne              | 01            | –     | –           | 31     | 2009/10    | 2009/10   |
| 67   | Olympique Avignon        | 01            | –     | –           | 27     | 1975/76    | 1975/76   |
| 68   | AS Aix                   | 01            | –     | –           | 26     | 1967/68    | 1967/68   |
| 69   | AC Arles-Avignon         | 01            | –     | –           | 20     | 2010/11    | 2010/11   |
| 70   | Club Français Paris      | 01            | –     | –           | 18     | 1932/33    | 1932/33   |
| 71   | FC Hyères                | 01            | –     | –           | 16     | 1932/33    | 1932/33   |

### Champions de France
Französische Meistertitel gewannen bis einschließlich 2025:
- Paris Saint-Germain FC – dreizehn
- AS Saint-Étienne – zehn
- Olympique Marseille – neun
- AS Monaco, FC Nantes – je acht
- Olympique Lyon – sieben
- Stade Reims, Girondins Bordeaux – je sechs
- Olympique Lille – fünf
- OGC Nizza – vier
- FC Sète, FC Sochaux-Montbéliard – je zwei
- Racing Paris, Club Olympique Roubaix-Tourcoing, Racing Strasbourg, AJ Auxerre, Racing Lens, HSC Montpellier – je einen

### Erfolgreichste Torschützen je Saison
siehe die ausgelagerte Liste der Torschützenkönige der Ligue 1

### Vereins-, Spieler- und Trainerrekorde
siehe die Statistiken hier (Vereine) bzw. hier (Spieler und Trainer)

### DerDoublé
Erst zwölf Klubs sind seit 1932/33 in derselben Spielzeit sowohl Meister als auch Pokalsieger und damit Gewinner des Doublé geworden, nur vier davon mehr als einmal:
- FC Sète (1934)
- Racing Club Paris (1936)
- Olympique Lille (1946, 2011)
- OGC Nizza (1952)
- Stade de Reims (1958)
- AS Monaco (1963)
- AS Saint-Étienne (1968, 1970, 1974, 1975)
- Olympique Marseille (1972, 1989)
- Girondins Bordeaux (1987)
- AJ Auxerre (1996)
- Olympique Lyon (2008)
- Paris Saint-Germain (2015, 2016, 2018, 2020, 2024, 2025)

## Pokalwettbewerbe

### Französischer Pokal
Die Coupe de France gewannen bis einschließlich 2025 am häufigsten:
- Paris Saint-Germain – sechzehnmal bei 21 Finalteilnahmen
- Olympique Marseille – zehnmal bei 19 Finalteilnahmen
- AS Saint-Étienne – sechsmal bei 10 Finalteilnahmen
- Olympique SC Lille – sechsmal bei 9 Finalteilnahmen
- Red Star Paris – fünfmal bei 6 Finalteilnahmen
- Racing Club Paris – fünfmal bei 8 Finalteilnahmen
- Olympique Lyon – fünfmal bei 9 Finalteilnahmen
- AS Monaco – fünfmal bei 10 Finalteilnahmen
- AJ Auxerre – viermal bei 6 Finalteilnahmen
- FC Nantes – viermal bei 10 Finalteilnahmen
- Girondins Bordeaux – viermal bei 10 Finalteilnahmen
- RC Strasbourg – dreimal bei 6 Finalteilnahmen
- OGC Nizza – dreimal bei 5 Finalteilnahmen
- Stade Rennes – dreimal bei 7 Finalteilnahmen

### Ligapokal
1991 führte die FFF die Coupe de la Ligue ein, die allerdings anfangs nur ein Schattendasein fristete: gerade die größeren Clubs nahmen daran gar nicht teil oder schickten lediglich ihre Reservemannschaft. Erst als der Sieg in diesem Wettbewerb mit der Qualifikation für den UEFA-Pokal aufgewertet wurde (1994/95), gewann er sportlichen Wert. Teilnahmeberechtigt sind die Profivereine der drei obersten Ligen, wobei die Vertreter aus der Ligue 1 in den ersten Runden noch nicht eingreifen müssen.

#### Die Sieger
- 9 Titel: Paris Saint-Germain (1995, 1998, 2008, 2014–2018, 2020)
- 3 Titel: Girondins Bordeaux (2002, 2007, 2009), Olympique Marseille (2010, 2011, 2012), RC Strasbourg (1997, 2005, 2019)
- 1 Titel: FC Metz (1996), RC Lens (1999), FC Gueugnon (2000, einziger Gewinner aus der D2), Olympique Lyon (2001), AS Monaco (2003), FC Sochaux (2004), AS Nancy (2006), AS Saint-Étienne (2013)

### Supercup
Von 1955 bis 1986 ermittelten – mit Unterbrechungen – der Landesmeister und der Pokalsieger, gelegentlich auch der unterlegene Pokalfinalist, den Sieger der Challenge des Champions. Seit 1995 wird dieses Duell als Trophée des Champions ausgetragen.

### Coupe Drago
Von 1952 bis 1965 wurde die Coupe Charles Drago als zusätzlicher Wettbewerb für Profimannschaften, die frühzeitig im Landespokal um die Coupe de France ausgeschieden waren, ausgespielt.

### A-Jugend-Pokal
Nach dem Zweiten Weltkrieg wurde ein landesweiter Vereinspokalwettbewerb für A-Jugendmannschaften eingeführt, der seit 1954/55 Coupe Gambardella heißt und in Frankreich als eine bedeutende Bühne für die Nachwuchsarbeit der Klubs gilt.

## Persönlichkeiten
Im Jahr 2000 veranstaltete die Zeitschrift France Football eine Umfrage unter sämtlichen noch lebenden Fußballern des Jahres und den Gewinnern der Étoile d’Or, um so den Spieler, den Trainer und die Mannschaft des Jahrhunderts zu ermitteln.
Bei den Spielern führte Michel Platini das Klassement vor Zinédine Zidane und Raymond Kopa an. Mit sehr deutlichem Abstand folgten Laurent Blanc, Just Fontaine, Marius Trésor, Alain Giresse und Jean-Pierre Papin. Insgesamt wurden 27 Spieler auf mindestens einem Stimmzettel genannt.
Trainer des 20. Jahrhunderts wurde Aimé Jacquet, gefolgt von Albert Batteux, Michel Hidalgo, Arsène Wenger, Guy Roux, José Arribas, Jean Snella und Jean-Claude Suaudeau. Unter den am besten platzierten Mannschaften war die Nationalelf gleich dreimal vertreten: diejenige der großen Titelgewinne (1998–2000) auf Rang 1, gefolgt von derjenigen der Jahre 1982 bis 1986 und schließlich die „Helden von Schweden“ (1958) als Sechstplatzierte. Außerdem fanden sich drei Vereinsmannschaften auf den Rängen drei bis fünf: die AS Saint-Étienne der mittleren 1970er, Olympique Marseille (1989–1993) und Stade Reims (1955–1960).

## Frauenfußball
| Jahr | Vereins- Mitglieder |
| ---- | ------------------- |
| 1970 | 2.170               |
| 1980 | 20.980              |
| 1998 | 31.760              |
| 2002 | 43.890              |
| 2006 | 56.890              |
| 2011 | 86.060              |
| 2016 | 100.000             |
| 2022 | 197.780             |

Seit der Legalisierung des Frauenfußballs durch den französischen Fußballverband FFF (März 1970) kam es zu einem langsamen, aber konstanten Anstieg der Zahl fußballspielender Mädchen und Frauen (siehe Tabelle rechts). 1974 wurde von der FFF eine Meisterschaft für Frauenmannschaften ausgerichtet (frz.: Championnat de France de Football Féminin), die zudem bereits zwischen 1918 und 1932 einen Vorläuferwettbewerb unter dem Dach eines reinen Frauensportverbandes hatte. Seit 1992 spielen zwölf „Frauschaften“ in der Division 1 Féminine (D1F) (bis 2002: Championnat National 1 A) in einer doppelten Punkterunde um den Titel; von 1999 bis 2004 ermittelten anschließend die besten vier Teams der Tabelle in einer Play-off-Runde den Meister. Die beiden Tabellenletzten werden durch zwei (seit 2011: jeweils drei) Aufsteiger ersetzt.
Rund 86.000 Französinnen jeglichen Alters gehörten Mitte 2011 einem Fußballverein an; die Zahl der aktiven Spielerinnen unter ihnen hat im Dezember 2014 die 77.000er-Grenze überschritten. Der ehrgeizige Plan der FFF, binnen vier Jahren die Zahl der Fußballerinnen auf 100.000 zu erhöhen (Féminisation de Football), ist im Februar 2016 Wirklichkeit geworden. Anfang 2022 steht die Zahl von Frauen in französischen Klubs knapp unterhalb der 200.000, davon 164.000 Spielerinnen, 1.900 Übungsleiterinnen, 1.000 Schiedsrichterinnen und mehr als 30.000 in Funktionärspositionen.
Neben reinen Frauensport- und Amateurklubs waren 2015/16 mit Lyon, PSG, Montpellier, Guingamp und Saint-Étienne auch fünf bei den Männern im Profibereich antretende Vereine in der höchsten Liga vertreten; ein Jahr später war deren Zahl nach dem Aufstieg von Marseille, Bordeaux und Metz auf acht, 2023 auf elf gestiegen. Erst Ende 2009 hat die FFF begonnen, den Frauenfußball deutlich intensiver als bisher zu fördern. Auf europäischer Ebene ist eine wachsende Qualität der Französinnen festzustellen: 2010 standen mit Montpellier HSC (Viertelfinale) und Olympique Lyon (Endspiel) zwei Vereinsfrauschaften unter den besten acht des Kontinents; 2011 gelang dies auch dem Juvisy FCF, und Lyon gewann in dieser Saison sogar die europäische Meisterkrone, die Olympique im Jahr darauf verteidigen konnte. Schließlich stieß 2015 Paris Saint-Germain bis in das Endspiel vor.
Eine Besonderheit stellte der ehemalige Erstdivisionär CNFE Clairefontaine dar. Dies war der Verein des nationalen Fußballzentrums (Centre National de Formation et d'Entraînement de Football Féminin oder kurz CNFE), in dem junge Frauen (U16 bis Juniorinnen) für einige Jahre geschult werden; nach dieser Ausbildung kehren die Elevinnen zu ihren jeweiligen Stammvereinen zurück. Das CNFE war die Basis für den beginnenden internationalen Aufschwung der Frauennationalmannschaft, wie er sich bei der Weltmeisterschaft 2003 und mehr noch bei der Europameisterschaft 2005 andeutete.

### Das Ligensystem
Die zweite Liga wird zur Saison 2016/17 auf nur noch zwei Zwölferstaffeln reduziert. Von 2002 bis 2010 gab es eine Division 3 (ebenfalls in mehreren regionalen Gruppen), in der auch zweite Mannschaften von Erstdivisionären teilnahmeberechtigt waren; vor- und nachher war/ist die Division d’Honneur die dritte Liga.
Unterhalb der ersten und zweiten Division ist das Ligensystem in Frankreich bis heute (2014) nicht einheitlich; der aktuelle pyramidale Aufbau des Systems sieht wie folgt aus:
| Ebene        | Liga |
| 1            | Division 1 (D1) (12 Vereine) |
| 2            | Division 2 (D2) (24 Vereine in zwei Gruppen; Aufstieg der Gruppen-Ersten) |
| 3            | Division d’Honneur (DH) Eine Gruppe je Region (e) mit i. d. R. acht bis zehn Teilnehmern. Nach Abschluss der Punktspielrun- den im März spielen die bestplatzierten 24 Frauschaften aller DH-Staffeln in sechs Vierergruppen (Championnat Interrégional) die Aufsteiger in die D2 aus (Aufstieg der sechs CI-Gruppenersten), allerdings ohne Klubs der Ligue Corse. |
| 4            | unterschiedliche Bezeichnungen (z. B. Promotion d’Honneur/PH, Division d’Honneur Régionale/DHR) Ligen auf Département- oder District-Ebene, im Zuständigkeitsbereich der Ligue Méditerranée auch départementübergreifend; nicht alle Regionalverbände haben eine vierte (oder noch tiefere) Liga.                                                                   |
| 5 und tiefer | Bezeichnungen, räumliche Ausdehnung, Aufstiegsregelungen unterschiedlich In Languedoc-Roussillon gibt es beispielsweise keinen Auf-/Abstieg zwischen regionalen und Distriktsligen; Vereine können sich direkt für eine Spielklasse des Regionalverbands bewerben.                                                                                                  |

### Titelträgerinnen

#### FSFSF-Meisterschaft (1918–1932)
Zur Geschichte dieser Frühzeit siehe Fémina Sport Paris
- Fémina Sport Paris (11 Titel: 1919, 1923–1932)
- En Avant Paris (2 Titel: 1920, 1921)
- Les Sportives de Paris (1 Titel: 1922)

#### FFF-Meisterschaft (seit 1974)
| 16 Titel - Olympique Lyon (2007–2021, 2022–2024) 6 Titel - VGA Saint-Maur (1983, 1985–1988, 1990) - Juvisy FCF (1992, 1994, 1996, 1997, 2003, 2006) 5 Titel - Stade Reims (1975–1977, 1980, 1982) | 4 Titel - FC Lyon (1991, 1993, 1995, 1998) 3 Titel - Toulouse OAC (1999–2001) - AS Étrœungt (1978, 1979, 1981) | 2 Titel - Montpellier HSC (2004, 2005) 1 Titel - ASJ Soyaux (1984) - Stade Saint-Brieuc (1989) - Toulouse FC (2002) - Paris Saint-Germain FC (2021) |

### Pokal
Seit der Saison 2001/02 gibt es auch für Frauen einen nationalen Vereinspokalwettbewerb (Challenge de France féminin, ab 2011/12 Coupe de France féminine); die bisherigen Gewinnerinnen sind Toulouse FC (2002), FC Lyon (2003, 2004), Juvisy FCF (2005), Montpellier HSC (2006, 2007, 2009), Olympique Lyon (2008, 2012–2017, 2019, 2020 und 2023), Paris Saint-Germain (2010, 2018, 2022 und 2024) und AS Saint-Étienne (2011). In der Saison 2020/21 war der Wettbewerb vorzeitig abgebrochen worden.

### Frauennationalelf
Das erste offizielle Länderspiel der Frauennationalelf (in Anlehnung an die Männermannschaft les Bleues genannt) fand 1971 gegen die Niederlande statt; dies war zugleich das erste von der FIFA anerkannte Frauenländerspiel weltweit. Fünfmal hat sich die französische Auswahl für Europameisterschaftsendrunden qualifiziert (1997, 2001, 2005, 2009 und 2013), zudem erstmals 2003, dann 2011 und erneut 2015 für eine Weltmeisterschaft, wobei Frankreich 2011 als zweitbeste europäische Frauschaft WM-Platz vier erreichte. Dazu kam 2012 die erste Teilnahme am olympischen Frauenfußballturnier, das Frankreich ebenfalls als Vierte abschloss; auch für die Olympiade 2016 haben sich die Bleues qualifiziert. 2019 wird das Land die WM selbst ausrichten.
Derzeitige Trainerin ist Corinne Diacre, die 2017 Olivier Echouafni ablöste. Aktuell (Herbst 2021) rangieren die Französinnen in der FIFA-Weltrangliste auf dem fünften Platz.
Die U17-Auswahl wurde 2012 Weltmeister, die U18-(heute U19-)Nationalmannschaft 2003, 2013, 2016 und 2019 Europameister und die U20 2016 Vize-Weltmeister.
Siehe auch die Liste der französischen Fußballnationalspielerinnen.